# Джулія Бенсон
Джулія Бенсон, до шлюбу Андерсон; 26 червня 1979) — канадська акторка. Відома за роллю Ванесси Джеймс у науково-фантастичному т/с «Зоряна брама: Всесвіт».

## Біографія
Джулія Андерсон народилася у Вінніпезі, Манітоба, Канада. Навчалася балету, степу та джазу з шести років. У 2001 році закінчила Університет Британської Колумбії (Ванкувер) за спеціальністю «Театр і психологія». Навчалася на акторку в Atlantic Theatre Company Девіда Мамета в Нью-Йорку.
Під час знімання фільму «Дорога до перемоги» (2007), в якому акторка зіграла стриптизерку Анну, тренувалася з танцюристкою Brandis, відомого стриптиз-клубу у Ванкувері. У «Майстрах жахів» найкращою частиною процесу назвала роботу з актором Мартіном Донованом і режисером Робом Шмідтом.
Перш ніж стати частиною акторської команди «Зоряна брама: Всесвіт», прослуховувалася також на ролі Гантера Райлі (пізніше його зіграв Хейг Сазерленд) та Андреа Палмер (Крістіна Шильд). Вона отримала роль другорядної персонажки, Другої лейтенантки Ванесси Джеймс. Акторка почала займатися кікбоксингом, щоб фізично себе загартувати. Роль Ванесси Джеймс принесла їй премію Leo Awards у категорії «Найкраща жіноча роль другого плану у драматичному серіалі».

## Особисте життя
Фанатка таких науково-фантастичних серіалів, як «Світляк» і «Межа». Захоплюється Бікрам-йогою.
Одружена з Пітером Бенсоном з серпня 2009 року.